# Очковые медведи
Очко́вые медведи (лат. Tremarctos) — род млекопитающих из подсемейства Tremarctinae семейства медвежьих. Известен из Северной и Южной Америк с плиоцена до наших дней. Североамериканский вид, флоридский пещерный медведь (Tremarctos floridanus), вымер 11 000 лет назад. Единственный ныне живущий вид Tremarctos — очковый медведь (Tremarctos ornatus).